# Pertica Alta
Pertica Alta ist eine italienische Gemeinde (comune) mit 553 Einwohnern (Stand 31. Dezember 2023) im Val Sabbia der Provinz Brescia in der Lombardei. Die Gemeinde liegt etwa 24,5 Kilometer nordnordöstlich von Brescia und gehört zur Comunità montana della valle Sabbia. Der Verwaltungssitz der Gemeinde liegt im Ortsteil Livemmo.
Nachbargemeinden sind Pertica Bassa im Westen, Marmentino (in der Comunitá montana della valle Trompia) im Westen, Mura und Vestone im Süden und Casto und Lodrino im Südwesten.